# Charlène Le Corvaisier
Pour les articles homonymes, voir Le Corvaisier.
Charlène Le Corvaisier est une kayakiste française née le 10 juin 1990.

## Carrière
Elle obtient aux Championnats du monde de descente 2014 la médaille d'argent en K1 sprint individuel et par équipe.
Aux Championnats du monde de descente 2018, elle est médaillée d'argent en kayak monoplace par équipes en sprint et en classique.